# Frederick Dainton
Frederick Sydney Dainton (11 novembre 1914 - 5 décembre 1997) est un chimiste britannique et administrateur universitaire.
Diplômé d'Oxford et de Cambridge, il est successivement professeur de chimie physique à l'université de Leeds, vice-chancelier de l'université de Nottingham, professeur de chimie du Dr Lee à Oxford et chancelier de l'université de Sheffield.

## Jeunesse et éducation
Dainton est né à Sheffield le 11 novembre 1914, fils de George Whalley Dainton (né en 1857), commis des travaux d'un entrepreneur en bâtiment, et de sa deuxième épouse Mary Jane Bottrill le plus jeune de neuf enfants. Il obtient une bourse à la Central Secondary School de Sheffield, mais c'est à la bibliothèque publique qu'il s'enthousiasme pour la chimie en lisant les livres de Sidgwick et Hinshelwood.
Dainton remporte une bourse au St John's College d'Oxford avec une subvention supplémentaire et un prêt de la ville de Sheffield, ce qui lui permet d'étudier la chimie, obtenant un diplôme de première classe en 1937. Il part ensuite au Sidney Sussex College de Cambridge où il obtient son doctorat en 1940 en travaillant sur la Photochimie sous la direction de Ronald George Wreyford Norrish.

## Carrière académique
Étant myope, Dainton est inapte au service militaire et reste enseigner à Cambridge pendant la Seconde Guerre mondiale. En 1945, il devient membre du St Catharine's College de Cambridge.
En chimie des polymères, il explique la thermodynamique de la température plafond des polymères dépolymérisables en 1948.
En 1950, Dainton est nommé professeur de chimie physique à l'Université de Leeds, spécialisé dans la chimie des rayonnements ; travail qui aboutit à son élection comme membre de la Royal Society.
En 1965, Dainton quitte Leeds pour devenir vice-chancelier de l'Université de Nottingham. Au cours de cette période, il préside une enquête gouvernementale sur le déclin du nombre d'étudiants universitaires en science et technologie, publiée en 1968 sous le titre The Swing away from Science et généralement connue sous le nom de Dainton Report.
En 1970, Dainton est nommé professeur de chimie du Dr Lee et membre de l'Exeter College d'Oxford puis en 1973, président du comité des subventions universitaires où il reste jusqu'en 1985. En 1970, il devient également le deuxième président du Conseil de la politique scientifique.
De 1978 jusqu'à sa mort, Dainton est chancelier de l'Université de Sheffield, le premier Yorkshireman à occuper ce poste.
Dainton est élu membre de la Royal Society (FRS) en 1957 et en 1996, il est élu membre honoraire de la Royal Society of Edinburgh (FRSE). En 1972, il est élu à l'Académie américaine des arts et des sciences. Il est élu à l'American Philosophical Society en 1991.
Dainton reçoit la médaille Davy en 1969 et la médaille Faraday en 1974. Il reçoit la première médaille du président de l'Institut de physique en 1998.
Il reçoit le diplôme honorifique de docteur en sciences (DSc) de l'Université de Bath en 1970.
Dainton est fait chevalier en 1971 et reçoit une pairie à vie avec le titre de baron Dainton, de Hallam Moors dans le comté de Yorkshire du Sud le 14 février 1986.

## Vie privée
À Cambridge, Dainton rencontre (et épouse en 1942) une étudiante en recherche en zoologie, Barbara Hazlitt Wright (décédée le 12 avril 2009). Ils restent mariés pendant 55 ans et ont un fils et deux filles.
Lord Dainton est décédé à Oxford le 5 décembre 1997 à l'âge de 83 ans.